# Cerodontha colombiensis
Cerodontha colombiensis este o specie de muște din genul Cerodontha, familia Agromyzidae, descrisă de Spencer în anul 1984.
Este endemică în Columbia. Conform Catalogue of Life specia Cerodontha colombiensis nu are subspecii cunoscute.